# Azotat de argint
Azotatul de argint (latină Lapis infernalis „piatra iadului”) este un compus anorganic, fiind sarea argintului cu acidul azotic. Este compusă dintr-un cation de argint Ag+ și un anion azotat NO3-, având formula chimică AgNO
3. În stare solidă, ionii de argint sunt tri-coordinați sub formă planară trigonală.
În soluție apoasă trebuie manipulat cu multă grijă deoarece atacă pielea și hainele, înnegrindu-le. Azotatul de argint se mai numește „nitrat de argint” sau „piatra iadului”.

## Obținere
Azotatul de argint poate fi obținut în urma reacției dintre o sursă de argint și acidul azotic, când se obține și un amestec de oxizi de azot. Produșii secundari de reacție depind de concentrația acidului azotic utilizat:
3 Ag + 4 HNO3 (la rece, diluat) → 3 AgNO3 + 2 H2O + NO
Ag + 2 HNO3 (la cald, concentrat) → AgNO3 + H2O + NO2
Această reacție se face la nișă din cauza vaporilor toxici de oxizi de azot care sunt obținuți.

## Proprietăți
Azotatul de argint se prezintă sub formă de cristale incolore. El este ușor solubil în apă și se dizolvă greu în etanol. Azotatul de argint are punctul de fierbere de 209 °C și se descompune la 440 °C în argint și oxizi de azot.
El se păstrează închis ermetic, ferit de lumină în sticle de culoare brună, pentru evitarea reacției de reducere. Azotatul de argint pur, în schimb, este stabil la lumină.
{\displaystyle \mathrm {Ag^{+}{(aq)}+NO_{3}^{-}{(aq)}+X^{-}{(aq)}} \longrightarrow \mathrm {AgX{(s)}+NO_{3}^{-}{(aq)}\ ,\ X=Cl,Br,I} }

## Utilizare
Este folosit sub formă de soluție pentru identificarea ionilor de halogeni (Cl−-, Br−-, I−) sau titrarea lor prin reacția lui Mohr.
{\displaystyle \mathrm {Cl_{(aq)}^{-}+Ag_{(aq)}^{+}+NO_{3(aq)}^{-}} \longrightarrow \mathrm {AgCl\downarrow +NO_{3(aq)}^{-}} }
{\displaystyle \mathrm {CrO_{4(aq)}^{2-}+2\ Ag_{(aq)}^{+}+2\ NO_{3(aq)}^{-}} \longrightarrow \mathrm {Ag_{2}CrO_{4}\downarrow +2\ NO_{3(aq)}^{-}} }
Prezența combinațiilor fluorului, fluorurile se determină prin formarea unui sediment de fluorură de argint (AgF sau AgF2). El mai este folosit și la identificarea proteinelor prin reacții de culoare, sau în histologie sau criminalistică la colorarea țesuturilor sau dactiloscopie. Halogenurile de argint sunt folosite în tehnica fotografică, sau la producerea prin galvanizare a oglinzilor.
În medicină este folosit ca antiseptic și astringent sub formă de soluții cu o concentrație de 0,5 % azotat de argint în tratamente locale. Piatra iadului este forma solidă sub care este utilizat pentru cauterizarea negilor.

## Definirea amperului
A fost folosit pentru definirea unității de măsură amper electrolitic pe baza legilor lui Faraday.